# Sotika-Kuomane
Sotika-Kuomane (mort en 1771) nom complet Samdach Brhat Chao Devabangsa Jathika Kumara Raja Sri Sadhana Kanayudha [Thieu-phong Sotika Koumane] fut roi du royaume de Luang Prabang de 1749 à 1768

## Biographie
Sotika-Kuomane est l’aîné des fils survivants du roi Inthason lorsqu'un de ses frères cadets est proclamé roi en 1749 sous le nom de Intharavongsa. Ce dernier abdique après 8 mois de règne en faveur de son aîné qui est proclamé roi sous le nom de  Sotika-Kuomane. En 1753 le royaume de Luang Prabang est envahi et pillé par les Birmans assurés de la neutralité du roi qui règne à Vientiane. Le roi doit ensuite reconnaître en 1765 la suzeraineté du royaume Birman de la dynastie Konbaung. Découragé il abdique en faveur de l'un de ses cadet Surinyavongsa II et meurt en 1771. Il laisse un fils unique:
- prince (Sadet Chao Fa Jaya Anga) Mahkuta Rajakumara [Ong Manhku Rajakoumane]. Capturé et emprisonné avec sa mère à Vientiane il ne revient à Luang Prabang qu'en 1791